# Razbojna (Servië)
Razbojna (Servisch cyrillisch Разбојна) is een plaats in de Servische gemeente Brus. De plaats telt 479 inwoners (2011).